# قادش (إلهة)
قادش أو قيتيش هي إلهة تم تبنيها في الديانة المصرية القديمة لكنها في الحقيقة من أصل كنعاني، وانتشرت عبادتها في الدولة الحديثة كإلهة للخصوبة والنشوة المقدسة والمتعة الجنسية.
الاسم على الأرجح كان ينطق في المصرية القديمة قاتيشا من الجذر الكنعاني قدش الذي يعني المقدس، وكان مركز عبادتها في مدينة قادش.

## تصويرها

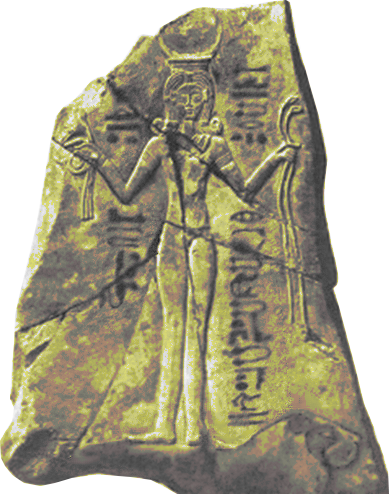
قادش في رسم يدمجها مع عشتار وعناة.

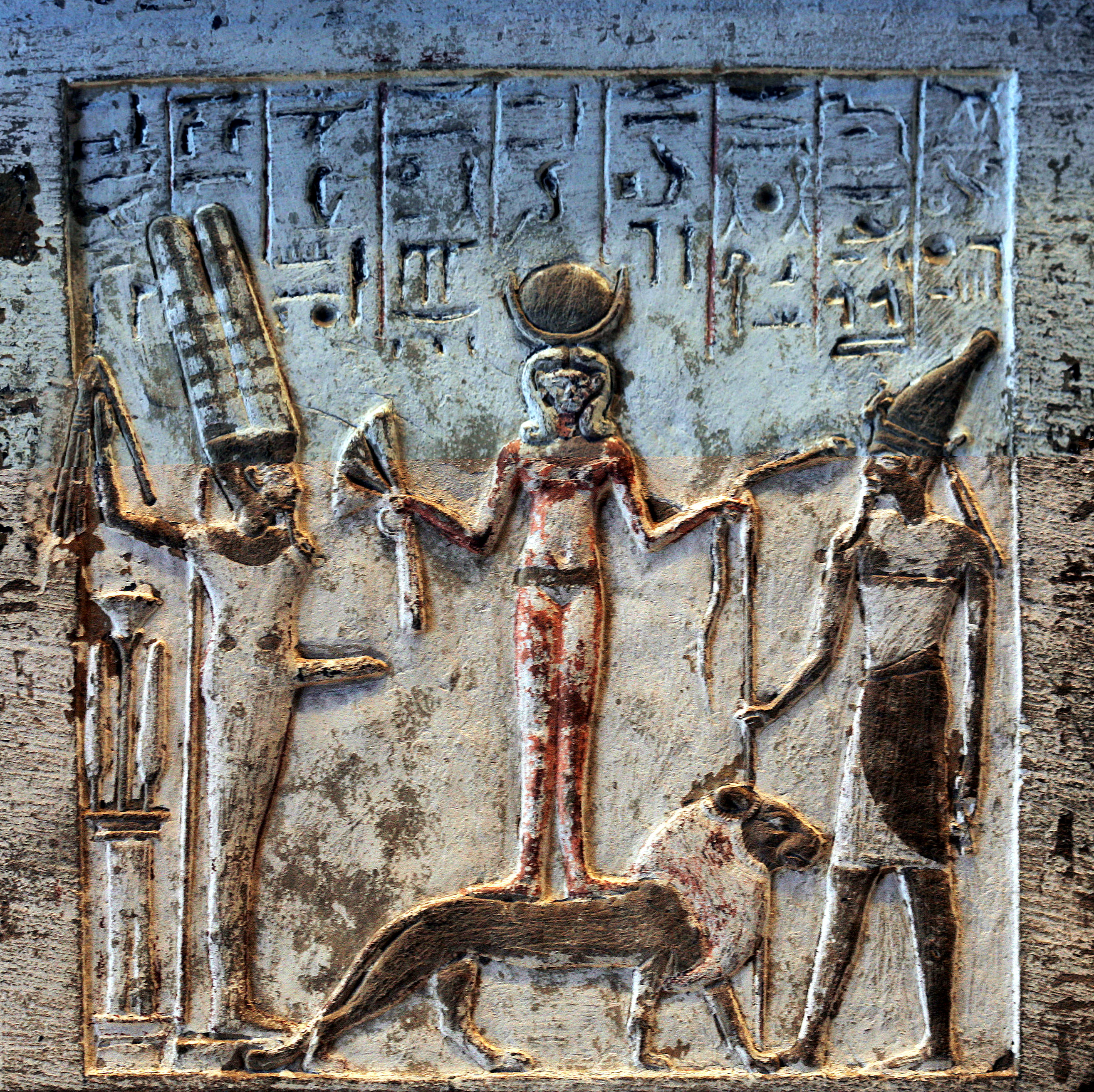
قادش مرتدية غطاء رأس الإلهة حتحور وتقف على أسد، ممسكة بأزهار تجاه الإله مين وحيات تجاه الإله رشف.

في لوحة قادش نراها ممثلةً بامرأة عارية تقف بصورة مواجهة للناظر على أسد بين الإله المصري مين والإله الكنعاني المحارب رشف ممسكةً الثعابين في يد وزهور اللوتس في الأخرى كرموز للخلق.
كما أنها كانت مرتبطة مع عناة وعشتروت وعشيرة، ولديها أيضاً العناصر المرتبطة بآلهة موكناي والمينويون في كريت وبعض آلهة الكيشيين لتجارة المعادن وبخاصة  القصدير والنحاس والبرونز بين لوتهال ودلمون.
في بعض تصويرات أخرى لقادش نشاهد لها حضوراً مع مين ورشف منقوشة فوق نقش آخر أقدم يظهر الهدايا التي قدمت إلى عناة إلهة الحرب وتحت النقش الأراضي التابعة لمين ورشف.
قادش-عشتروت-عناة هو تمثيل لإلهة واحدة كمزيج من ثلاثة آلهة: عشيرة، عشتروت، وعناة. وكان ممارسة شائعة للكنعانيين والمصريين دمج آلهة مختلفة من خلال عملية التزامن، مما يؤدي إلى تحولها إلى كيان واحد. في «حجر الثلاثي آلهة»، التي كانت تملكها جامعة وينشستر تظهر الآلهة قادش مع نقش «قادش-عشتروت-عناة»، والتي تبين ارتباطهم باعتبارها إلهة واحدة، وقادش بدلاً من عشيرة. عالم الدين شاول العليان (مؤلف كتاب عشيرة وعبادة يهوه في إسرائيل)، ويدعو الصورة على اللوحة قادش-عشتروت-عناة «الأقنوم الثلاثي الانصهار»، ويعتبر قادش نعتاً لعشيرة.

## الألقاب
كانت قادش تدعى«سيدة جميع الآلهة»، «سيدة نجوم السماء»، «حبيبة بتاح»، «عظيمة السحر، سيدة النجوم»، و «عين رع، من لا نظير لها». كما تستخدم قادش أيضاً باعتبارها صفة من صفات عشيرة الإلهة الأم العظمى عند الكنعانيين.

## في الثقافة الشعبية
قادش هو الاسم الذي يطلق على جوؤولدا في الأجزاء 9 و 10 على التوالي من مسلسل الخيال العلمي التلفزيوني ستارغيت SG-1.

## اقرأ أيضاً
- معركة قادش.
- فريا.
- كوبيلي.

## روابط خارجية
- Johanna Stuckey, The "Holy One" نسخة محفوظة 31 يناير 2008 على موقع واي باك مشين., MatriFocus, 2007